# Chamarajanagar (distrikt)
Chamarajanagar är ett distrikt i Indien.   Det ligger i delstaten Karnataka, i den södra delen av landet, 1 900 km söder om huvudstaden New Delhi. Antalet invånare är 1 020 791.
Följande samhällen finns i Chamarajanagar:
- Chamarajanagar
- Kollegāl
- Gundlupet
- Hanūr
- Yelandūr
- Bailūr